# Avenida de San Nicolás
La avenida de San Nicolás (en inglés: Saint Nicholas Avenue) o el bulevar Juan Pablo Duarte (Juan Pablo Duarte boulevard) es una avenida de Nueva York que constituye una de las principales vías de circulación del norte de Manhattan, entre las calles 111 y 193. La avenida atraviesa el barrio de Harlem, y sirve de frontera entre Central Harlem y la West Side of Harlem. Escapando al Grid plan tradicional que ocupa la mayor parte de la isla, la Avenida de San Nicolás se considera como un eje norte/sur. Atraviesa a su vez el barrio de Washington Heights.
En el 2000, el alcalde Rudolph Giuliani firmó un proyecto de ley agregando el nombre "Juan Pablo Duarte Boulevard" a la St. Nicholas Avenue para el tramo de la Décima Avenida y West 162nd Street hasta la intersección de West 193rd Street y Fort George Hill. El nombre se añadió en honor a Juan Pablo Duarte, uno de los padres fundadores de la República Dominicana.